# Heidrun Woltjen
Heidrun Woltjen – geborene Haltermann – (* 2. März 1965) ist eine deutsche Tischtennisspielerin. Sie wurde bei den Deutschen Meisterschaften 1986 Dritter im Doppel und gewann 1989 mit dem TTC Dietikon die Schweizer Mannschaftsmeisterschaft. Zurzeit (2019) ist sie aktiv im Kraftdreikampf.

## Werdegang
Heidrun Haltermann begann mit dem Tischtennissport beim SV Ahlem. Erste Erfolge erzielte sie bereits in der Jugend. So gewann sie mehrmals die Schülermeisterschaft von Niedersachsen und Norddeutschland, 1981 wurde sie Deutscher Meister der Schüler im Einzel. Daraufhin wurde sie in das DTTB-Aufgebot für die Jugend-Europameisterschaft 1981 in Topolcany berufen, wo sie im Einzel sofort ausschied. Das Doppel mit Nicole Dekein erreichte nach zwei Siegen das Achtelfinale, im Mixed mit Bernd Sonntag war in der zweiten Runde Endstation.
1982 wurde sie mit der Damenmannschaft des SV Ahlem Meister in der 2. Bundesliga Nord und stieg in die 1. Bundesliga auf. Hier spielte sie bis 1986, dann wechselte sie zu den Reinickendorfer Füchsen, die auch in der 1. BL vertreten waren. Im gleichen Jahr gewann sie zusammen mit Barbara Zimmermann Bronze im Doppel bei den nationalen deutschen Meisterschaften.
1989 ging Heidrun Woltjen – sie hatte inzwischen geheiratet – in die Schweiz. Hier behauptete sie sich gegen die besten Schweizer Spielerinnen. So belegte sie beim Ranglistenturnier Elite-10 Platz drei, mit TTC Dietikon wurde sie Schweizer Mannschaftsmeister. Bei der Europameisterschaft 1990 vertrat sie die Schweiz.
1991 kehrte sie nach Deutschland zurück und schloss sich dem Verein TuS Holtriem an. In der Folge spielte sie bei mehreren Vereinen: TV Jahn Delmenhorst (ab 1998), SG Marßel Bremen (ab 2002), Hundsmühler TV (ab 2004), SG Marßel Bremen (ab 2007, 2. BL), TTK Großburgwedel (ab 2008).
Nach 2005 nahm Heidrun Woltjen an nationalen und internationalen Seniorenturnieren teil. Bei der Senioren-Weltmeisterschaft 2006 in Bremen gewann sie in der Altersklasse Ü40 Bronze im Doppel mit Angela Walter.
Aktuell (2019) widmet sich Heidrun Woltjen dem Kraftdreikampf und nimmt in dieser Disziplin an deutschen Meisterschaften teil.

## Privat
Heidrun Woltjen hat zwei Kinder. Ihre Tochter Annika (* 1992) spielte ebenfalls Tischtennis und brachte es bis zur Oberligastärke.